# Österreichische Gesellschaft für Germanistik
Die Österreichische Gesellschaft für Germanistik ist eine 1992 gegründete österreichische wissenschaftliche Gesellschaft.

## Allgemeines
Die Gesellschaft wurde 1992 am Institut für Germanistik der Universität Wien auf Initiative von Wendelin Schmidt-Dengler gegründet, der bis 1996 auch ihr erster Präsident war.
Die Gesellschaft befasst sich im engeren und weiteren Sinne mit Sprach- und Literaturwissenschaftlichen Anliegen und dient darüber hinaus der Interessensvertretung von Wissenschaftlern, die an universitären und außeruniversitären germanistischen Forschungsinstituten oder verwandten Projekten arbeiten.
Regelmäßig veranstaltet die Gesellschaft Tagungen und es gibt das von der Gesellschaft herausgegebene Publikationsorgan Stimulus.

## Auszeichnungen
Die Gesellschaft für Germanistik vergibt den nationalen und den internationalen „Wendelin-Schmidt-Dengler-Preis“.
Zu den Preisträgern zählen u. a.:
- 2005 Alexandra Strohmaier, Robert Leucht
- 2006 Heidemaria Abfalterer, Fabjan Michael Hafner, Elisabeth Schwagerle
- 2007/2008 Irene Fußl, Andrea Horváth, Ashley Alexandara Passmore
- 2009 Barbara Haider, Simone Fässler, Jean Bertrang Miguoué
- 2010 Matthias Mansky, Klaus Peter
- 2011 Maria Stopfner, Marcel Illetschko, Laurent Dedryvère
- 2012 Evelyn Feichtner-Tiefenbacher
- 2013 Tanja Wissik, Jaromír Czemro
- 2014 Michaela Wiesinger, Aline Vennemann
- 2015 Arno Herberth, Rebecca Unterberger, Nadja Zuzok
- 2016 Paul Keckeis, Anna Havinga